# Rameau antérieur du nerf obturateur
Le rameau antérieur du nerf obturateur est un nerf mixte du membre inférieur.

## Origine
Le rameau antérieur du nerf obturateur est une branche terminale qui nait de la division du nerf obturateur entre le muscle pectiné à l'avant et le muscle obturateur externe à l'arrière.

## Trajet
Le rameau antérieur du nerf obturateur descend en avant du muscle court adducteur et en arrière des muscles pectiné et long adducteur.
Au niveau du bord inférieur de ce dernier muscle, il communique avec les branches rameaux cutanés antérieurs du nerf fémoral et le nerf saphène via le rameau cutané du nerf obturateur, formant une sorte de plexus.
Il reçoit une branche communicante du nerf obturateur accessoire lorsque ce nerf est présent.

## Zone d'innervation
Derrière le pectiné, il distribue des branches au muscle long adducteur et au muscle gracile, et généralement au muscle court adducteur. Dans de rares cas il innerve le muscle pectiné.
Par son rameau cutané, il contribue à l'innervation de la face interne du tiers inférieur de la cuisse et de la face interne du genou.